# The Dalek Invasion of Earth
The Dalek Invasion of Earth é o segundo serial da segunda temporada clássica da série de televisão de ficção científica britânica Doctor Who que originalmente foi ao ar em seis partes semanais de 21 de novembro a 26 de dezembro de 1964. Foi a segunda aparição dos Daleks e, assim, a primeira vez que um inimigo reapareceu.
O arco é ambientada na Terra no século XXII, onde os Daleks ocupam o planeta após um ataque de meteorito e uma praga mortal. No arco, o Primeiro Doutor (William Hartnell), sua neta Susan Foreman (Carole Ann Ford) e os professores Ian Chesterton (William Russell) e Barbara Wright (Jacqueline Hill) trabalham com um grupo de resistência humana para viajar para uma mina de Bedfordshire. impedir que os Daleks explorem o núcleo da Terra como parte de seu plano de pilotar a Terra através do espaço.
Esta série marca a aparição regular final de Carole Ann Ford como companheira Susan.

## Enredo
A TARDIS se materializa, o Doutor imaginando que aterrissaram em Londres, e apenas encontrou devastada e em ruínas. Acontece que o ano é pouco depois de 2164. Ao subir uma face da rocha, Susan cai e torce o tornozelo. Então, devido à decadência dos prédios e terrenos recorrentes, um tremor faz com que as vigas atinjam a TARDIS, impedindo que os passageiros entrem novamente. Barbara fica com Susan enquanto o Doutor e Ian exploram, e as mulheres são levadas por um casal de refugiados para um abrigo próximo em uma estação de metrô abandonada. Lá eles encontram membros da resistência Dortmun (o líder), Carl Tyler, David Campbell, Jenny, Thomson, Baker e Larry Madison. Dortmun, um cientista paraplégico, está trabalhando em um tipo especial de bomba para destruir as carcaças externas dos Daleks, e ele e os outros estão se preparando para um ataque à sede local de Dalek.
Enquanto isso, o Doutor e Ian tropeçam em corpos usando capacetes estranhos de metal e logo encontram um exército deles e os Daleks se levantam do Rio Tâmisa. Os Daleks levam o Doutor e Ian, junto com membros de resistência capturados, incluindo Jack Craddock, a bordo do disco, onde eles convertem tentativas de fuga para o Robomen. Ian não entende por que os Daleks ainda existem desde que os viajantes os viram derrotados em Skaro (em The Daleks), mas o Doutor lembra-lhe que estava longe no futuro. David e Craddock explicam que os Daleks invadiram a Terra após um bombardeio de meteorito e um "novo tipo de praga" dez anos antes, onde a humanidade se dividiu e a Ásia, a África e a América do Sul foram exterminadas. Sentindo que o Doutor é altamente inteligente, os Daleks deixam um dispositivo na cela com os prisioneiros que o Doutor resolve, permitindo que escapem. Entretanto, os Daleks estão à espera e os recapturam, drogando o Doutor e mandando-o para ser convertido em Roboman. Mas a operação de transferência do Doutor se desfaz, enquanto Susan, Barbara e a equipe de resistência atacam a força de Dalek usando os explosivos criados por Dortmun. Mas as bombas são ineficazes contra os Daleks, e vários membros da resistência são feridos ou mortos. David e Susan são capazes de resgatar o Doutor, ainda drogado, enquanto Bárbara se separa deles e é capaz de retornar ao metrô com Jenny para se reportar a Dortmun. Ian é incapaz de escapar; ele e Larry se escondem debaixo de um chão, enquanto o disco sai para as operações de mineração Dalek, em Bedfordshire.
Antes de sair de Londres, os Daleks dão ordens ao Robomen para colocar bombas incendiárias para destruir a cidade. Escondendo-se do Robomen, David, Susan e o Doutor os veem montando uma bomba e partem. O Doutor, ainda muito fraco por estar drogado, entra em colapso e David usa um raciocínio rápido para desarmar a bomba. Ele e Susan tentam encontrar uma rota de fuga pelos esgotos enquanto o Doutor descansa, e eles são encontrados por Tyler. Depois de recolher o Doutor, que está começando a se sentir melhor, eles evitam jacarés e Robomen nos esgotos enquanto escapam da cidade e se dirigem para a operação de mineração. Enquanto viajam, David e Susan começam a se apaixonar, mas mantêm segredo dos outros. Enquanto isso, Dortmun, Jenny e Bárbara se dirigem para um museu abandonado também usado pela resistência como um esconderijo, que está deserto. Dortmun, depois de deixar seu caderno para Barbara encontrar, sai do esconderijo e confronta os Daleks, sacrificando-se para que as mulheres tenham uma chance de escapar. Eles pegam um caminhão velho e passam pelos Daleks, indo para as operações de mineração, já que Barbara está convencida de que é para lá que o Doutor iria. Eles chegam lá antes que o caminhão seja destruído por um disco voador Dalek.
Nas minas, Ian e Larry escapam do disco e encontram trabalhadores chamados Wells e Ashton; o último é morto por uma criatura agressiva chamada Slyther, um animal de estimação do Dalek Negro. O predador, em seguida, cai de um carrinho de mina suspenso que Ian e Larry usam para tentar escapar e descer uma mina para a morte. Os Daleks subseqüentemente mandam o carrinho de mina pelo duto antes que Ian e Larry possam sair, e eles caem no carrinho para as operações da mina bem no subsolo. O Doutor e seu grupo chegam aos penhascos com vista para a mina, e ele envia David e Susan em uma missão para o outro lado dos penhascos para interferir com os sinais de rádio que os Daleks usam para se comunicar uns com os outros e com o Robomen. O Doutor e Tyler começam a descer à mina. Barbara e Jenny encontram um abrigo e, encontram duas mulheres maltrapilhas que podem viver sozinhas porque fazem roupas para os escravos humanos na mina. Essas mulheres fingem fazer amizade com Barbara e Jenny antes de denunciá-las aos Daleks em troca de comida. Os Daleks recolhem Barbara e Jenny e enviam-nas para trabalharem na mina.
Depois que Larry é morto por seu irmão, que foi transformado em Roboman, Ian se esconde na mina, eventualmente encontrando Wells novamente, também vendo Barbara à distância. Antes que ele possa chegar até ela, no entanto, ele acaba se escondendo e sendo preso em uma cápsula cheia de explosivos. Bárbara usa o caderno do Dortmun para fazer com que os Daleks acreditem que ela tem informações sobre uma iminente rebelião e exige falar com o Dalek Negro. Quando ela e Jenny são trazidas, descobrem que os Daleks estão perfurando a crosta terrestre para que possam explodir seu núcleo com uma cápsula explosiva penetrante e então usar um sistema de orientação para pilotar o planeta em torno do espaço. Enquanto os Daleks colocam a cápsula em posição e iniciam a contagem regressiva, Ian embaralha a fiação dentro da cápsula, desarmando-a. Quando o eixo se abre sob a cápsula, ele escapa, mas um Dalek corta a corda que ele usa e ele cai na metade do poço, parando em um pequeno nó de acesso. Deixando pelo nó, ele bloqueia um cordão de madeira através da abertura do eixo, impedindo que uma cápsula explosiva rearmada se mova mais para baixo no eixo. Enquanto Barbara cria um desvio que gira uma história maluca sobre uma revolta envolvendo "a Festa do Chá de Boston", "as forças do General Lee" e "Hannibal atacando dos Alpes", Jenny tenta corromper a máquina que controla o Robomen e lhes envia novas ordens. Os Daleks os pegam e, depois de rearmar a cápsula e lançá-la, prendem os dois na sala de controle para serem mortos na explosão. O Doutor e Tyler, escondidos fora da sala de controle, entram quando os Daleks saem e libertam Bárbara e Jenny. Usando os scanners dos Daleks, eles encontram David e Susan, que destroem o sinal de rádio, deixando o Robomen à deriva e causando uma sobrecarga temporária dentro dos Daleks, que estão em curto-circuito. Barbara e o Doutor dão novas ordens ao Robomen para destruir os Daleks, e com a ajuda do Robomen, Wells e Tyler lideram os escravos humanos em rebelião, destruindo os Daleks inertes e escapando da mina. Ian se reúne com seus amigos e, antes que a cápsula exploda, todos eles escapam dos penhascos para se juntar a Susan e David. A bomba destrói a frota de Dalek e causa um fenômeno inteiramente novo - uma erupção vulcânica na Inglaterra.
De volta a Londres, Wells e Tyler ajudam a afastar as vigas da TARDIS, e os viajantes se preparam para sair. Susan encontra um buraco no sapato e o Doutor fala em consertá-lo, mas parece preocupado e triste. Susan também é desajeitada e depois que o Doutor volta para o navio, ela e David caminham a uma curta distância. Declarando seu amor por ela, David implora a Susan para ficar e se casar com ele, dizendo que ele lhe dará um lugar para pertencer e uma identidade enraizada, que antes ela disse a ele que queria ter um dia. Susan agoniza e protesta que David a está fazendo escolher entre ele e seu avô. Chorando, ela diz que deve ir, mas admite que o ama. De repente, as portas da TARDIS fecham-se e o Doutor, com Ian e Barbara ao seu lado, despedem-se de Susan, dizendo-lhe que apesar de sempre terem cuidado um do outro até agora, ela é uma mulher adulta e merece um vida com David. Ele promete voltar um dia e coloca a TARDIS em movimento. A cabine desaparece e Susan, atordoada, pisa onde estava. David diz que o Doutor devia saber que ela não iria deixá-lo, e assim optou por deixá-la. Tomando a mão de David, Susan vai embora com ele, intencionalmente deixando sua chave TARDIS para trás.

## Produção

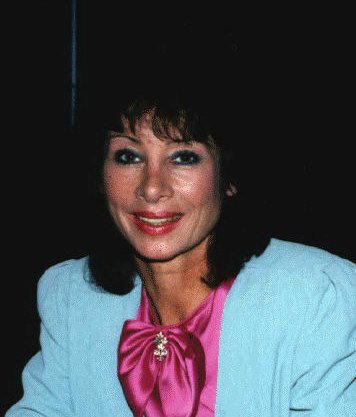
The Dalek Invasion of Earth é a última aparição regular da personagem de Carole Ann Ford, Susan.

Este foi o primeiro arco de Doctor Who que fez uso extensivo de filmagens de locação, com Londres sendo escolhida como cenário principal. A decisão de usar Londres também ajudou a manter o programa dentro do orçamento de produção, uma vez que os estúdios Lime Grove, da BBC, onde Doctor Who foi produzido, estavam localizados nas proximidades de Shepherd's Bush. A locação aconteceu em várias partes da cidade, incluindo extensas sequencias em Whitehall, Trafalgar Square, Westminster Bridge, Albert Embankment e The Royal Albert Hall, seguindo para Kensington e Albert Memorial com cenas envolvendo o bloqueio de Dalek sendo filmadas em Wembley. Essas cenas foram gravadas nas primeiras horas das manhãs de domingo. Outras cenas locais foram filmadas na estação de metrô abandonada Wood Lane (Linha Central), no oeste de Londres, e sequências de rios foram filmadas ao lado do rio Tâmisa, em St Katharine Docks, em Wapping, e na Kew Railway Bridge. As cenas da mina foram as primeiras cenas de Doctor Who a serem filmadas em uma pedreira, usando a pedreira abandonada de John's Hole em Stone, no Kent.
As músicas foram compostas e conduzidas por Francis Chagrin.

### Títulos alternativos
Os títulos de produção dessa história incluíam The Daleks, The Return of the Daleks e The Invaders. A história às vezes foi chamada World's End, mais notavelmente no frontispício de sua novelização. Este é o título do primeiro episódio e foi aplicado à história como um todo pelo especial do 10º aniversário de 1973 da Radio Times e várias listas que o copiaram. A história começa na área real de World's End, Chelsea em Londres.